# Zalim Makoyev
Zalim Khasanbiyevich Makoyev (tiếng Nga: Залим Хасанбиевич Макоев; sinh ngày 24 tháng 8 năm 1994) là một hậu vệ bóng đá người Nga thi đấu cho FC Tyumen.

## Sự nghiệp câu lạc bộ
Anh có màn ra mắt tại Giải bóng đá Quốc gia Nga cho P.F.K. Spartak Nalchik vào ngày 28 tháng 7 năm 2013 trong trận đấu với FC Sibir Novosibirsk.